# Coppa Gambardella
La Coppa Gambardella (in francese Coupe Gambardella) è una competizione calcistica francese giovanile organizzata dalla FFF.
È riservata a squadre francesi composte da giocatori Under-18 (fino al 2018 Under-19) e prende il nome da Emmanuel Gambardella, presidente della Fédération Française de Football dal 1949 al 1953.
Fino al 1953-54 la competizione era denominata Coupe nationale des juniors.
La competizione inizia a livello regionale a dicembre e la finale viene disputata lo stesso giorno di quella della Coppa di Francia.

## Albo d'oro

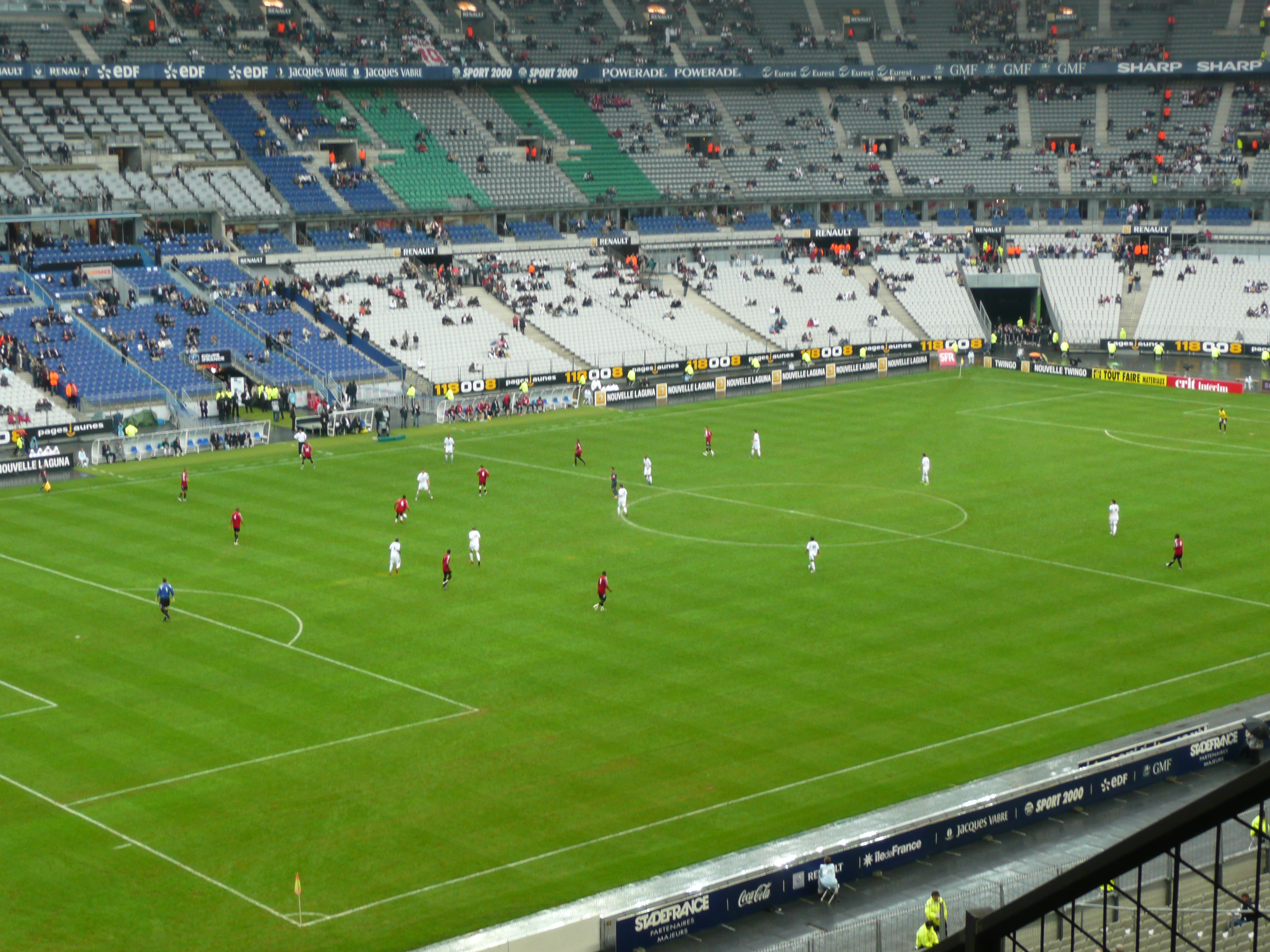
La finale 2007-2008 tra Rennes e Bordeaux allo Stade de France.

| Anno | Vincitore                                        | Risultato                                        | Finalista                                        |
| ---- | ------------------------------------------------ | ------------------------------------------------ | ------------------------------------------------ |
| 1955 | Cannes                                           | 3-0                                              | Lilla                                            |
| 1956 | Troyes                                           | 2-1                                              | Stade Reims                                      |
| 1957 | Lens                                             | 3-0                                              | Troyes                                           |
| 1958 | Lens                                             | 2-1                                              | Saint-Étienne                                    |
| 1959 | RC France                                        | 1-0                                              | Caen                                             |
| 1960 | Lilla                                            | 1-0                                              | Quevilly-Rouen                                   |
| 1961 | Nîmes                                            | 2-0                                              | CO Joinville                                     |
| 1962 | Monaco                                           | 2-1                                              | Metz                                             |
| 1963 | Saint-Étienne                                    | 3-0                                              | CASG                                             |
| 1964 | Stade Reims                                      | 4-3                                              | Saint-Étienne                                    |
| 1965 | Strasburgo                                       | 3-2                                              | Pays d'Aix                                       |
| 1966 | Nîmes                                            | 3-2                                              | Tolone                                           |
| 1967 | Quevilly-Rouen                                   | 2-1                                              | Stade Français                                   |
| 1968 | Martigues                                        | 2-2                                              | Stade Reims                                      |
| 1969 | Nîmes                                            | 3-0                                              | Viry-Châtillon                                   |
| 1970 | Saint-Étienne                                    | 3-3                                              | Olympique Lione                                  |
| 1971 | Olympique Lione                                  | 2-1                                              | Saint-Étienne                                    |
| 1972 | Monaco                                           | 2-1                                              | Tolosa                                           |
| 1973 | Rennes                                           | 1-1                                              | AS Brestoise                                     |
| 1974 | Nantes                                           | 4-1                                              | Nancy                                            |
| 1975 | Nantes                                           | 1-1                                              | Sochaux                                          |
| 1976 | Bordeaux                                         | 3-0                                              | Viry-Châtillon                                   |
| 1977 | Nîmes                                            | 3-1                                              | Stade Reims                                      |
| 1978 | INF Vichy                                        | 3-1                                              | Paris Saint-Germain                              |
| 1979 | Olympique Marsiglia                              | 2-0                                              | Lens                                             |
| 1980 | INF Vichy                                        | 1-0                                              | Metz                                             |
| 1981 | Metz                                             | 1-0                                              | Nizza                                            |
| 1982 | Auxerre                                          | 6-3                                              | Nancy                                            |
| 1983 | Sochaux                                          | 1-0                                              | Lens                                             |
| 1984 | Laval                                            | 0-0                                              | Montpellier                                      |
| 1985 | Auxerre                                          | 3-0                                              | Montpellier                                      |
| 1986 | Auxerre                                          | 0-0                                              | Nantes                                           |
| 1987 | RC France                                        | 2-1                                              | Grenoble                                         |
| 1988 | INF Clairefontaine                               | 1-0                                              | Beauvais                                         |
| 1989 | Le Havre                                         | 0-0                                              | Paris Saint-Germain                              |
| 1990 | Brest                                            | 3-1                                              | Grenoble                                         |
| 1991 | Paris Saint-Germain                              | 1-1                                              | Auxerre                                          |
| 1992 | Lens                                             | 1-0                                              | Olympique Lione                                  |
| 1993 | Auxerre                                          | 1-0                                              | Lens                                             |
| 1994 | Olympique Lione                                  | 5-0                                              | Caen                                             |
| 1995 | Cannes                                           | 2-0                                              | Lens                                             |
| 1996 | Montpellier                                      | 1-0                                              | Nantes                                           |
| 1997 | Olympique Lione                                  | 1-1                                              | Montpellier                                      |
| 1998 | Saint-Étienne                                    | 1-1                                              | Paris Saint-Germain                              |
| 1999 | Auxerre                                          | 0-0                                              | Saint-Étienne                                    |
| 2000 | Auxerre                                          | 1-0                                              | Lilla                                            |
| 2001 | Metz                                             | 2-0                                              | Caen                                             |
| 2002 | Nantes                                           | 1-0                                              | Nizza                                            |
| 2003 | Rennes                                           | 4-1                                              | Strasburgo                                       |
| 2004 | Le Mans                                          | 2-0                                              | Nîmes                                            |
| 2005 | Tolosa                                           | 6-2                                              | Olympique Lione                                  |
| 2006 | Strasburgo                                       | 3-1                                              | Olympique Lione                                  |
| 2007 | Sochaux                                          | 2-2 (5-4 dtr)                                    | Auxerre                                          |
| 2008 | Rennes                                           | 3-0                                              | Bordeaux                                         |
| 2009 | Montpellier                                      | 2-0                                              | Nantes                                           |
| 2010 | Metz                                             | 1-1 (4-3 dtr)                                    | Sochaux                                          |
| 2011 | Monaco                                           | 1-1 (4-3 dtr)                                    | Saint-Étienne                                    |
| 2012 | Nizza                                            | 2-1                                              | Saint-Étienne                                    |
| 2013 | Bordeaux                                         | 1-0                                              | Sedan                                            |
| 2014 | Auxerre                                          | 2-0                                              | Stade Reims                                      |
| 2015 | Sochaux                                          | 2-0                                              | Olympique Lione                                  |
| 2016 | Monaco                                           | 3-0                                              | Lens                                             |
| 2017 | Montpellier                                      | 1-1 (5-4 dtr)                                    | Olympique Marsiglia                              |
| 2018 | Troyes                                           | 2-1                                              | Tours                                            |
| 2019 | Saint-Étienne                                    | 2-0                                              | Tolosa                                           |
| 2020 | Non disputata a causa della Pandemia di COVID-19 | Non disputata a causa della Pandemia di COVID-19 | Non disputata a causa della Pandemia di COVID-19 |
| 2021 | Non disputata a causa della Pandemia di COVID-19 | Non disputata a causa della Pandemia di COVID-19 | Non disputata a causa della Pandemia di COVID-19 |
| 2022 | Olympique Lione                                  | 1-1 (5-4 dtr)                                    | Caen                                             |
| 2023 | Monaco                                           | 4-2                                              | Clermont Foot                                    |

## Vittorie per squadra
| Pos.        | Squadra             | Trofei vinti | Secondi posti |
| ----------- | ------------------- | ------------ | ------------- |
| 1           | Auxerre             | 7            | 2             |
| 2           | Monaco              | 5            | -             |
| 3           | Nîmes Olympique     | 4            | 1             |
| 3           | Saint-Étienne       | 4            | 6             |
| 3           | Olympique Lione     | 4            | 5             |
| 6           |                     |              |               |
| Lens        | 3                   | 4            |               |
| Nantes      | 3                   | 3            |               |
| Sochaux     | 3                   | 2            |               |
| Metz        | 3                   | 2            |               |
| Montpellier | 3                   | 1            |               |
| Rennes      | 3                   | –            |               |
| 11          | Troyes              | 2            | 1             |
| 11          | Bordeaux            | 2            | 1             |
| 11          | Strasburgo          | 2            | 1             |
| 11          | Cannes              | 2            | –             |
| 11          | RC France           | 2            | –             |
| 11          | INF Vichy           | 2            | –             |
| 17          | Stade Reims         | 1            | 4             |
| 17          | Paris Saint-Germain | 1            | 3             |
| 17          | Tolosa              | 1            | 2             |
| 17          | Lilla               | 1            | 2             |
| 17          | Nizza               | 1            | 2             |
| 17          | Quevilly-Rouen      | 1            | 1             |
| 17          | Martigues           | 1            | –             |
| 17          | Olympique Marsiglia | 1            | –             |
| 17          | Laval               | 1            | –             |
| 17          | INF Clairefontaine  | 1            | –             |
| 17          | Le Havre            | 1            | –             |
| 17          | Brest               | 1            | –             |
| 17          | Le Mans             | 1            | –             |